# Romen (flod)
Romen (ukrainsk: Ромен; russisk: Ромен) er en højre biflod til Sula med en længde på 111 km og et afvandingsområde på 1.645 km². Den begynder i den nordlige ukrainske Tjernihiv oblast og løber ud i Sula nær Sumy oblast byen Romny. Den gennemsnitlige vandmængde udgør 3 m³/s ved deltaet.
Navnet er af baltisk oprindelse; jfr. Litauisk romus 'stille'.